# 集体安全条约组织
集体安全条约组织（俄語：Организация Договора о Коллективной Безопасности）是1992年5月15日签署的政府间军事联盟。1992年独立国家联合体中的六个国家俄罗斯、亚美尼亚、哈萨克斯坦、吉尔吉斯斯坦、塔吉克斯坦和乌兹别克斯坦签署了“集体安全条约”（也称为“塔什干条约”）。另外三个国家阿塞拜疆、白俄罗斯和格鲁吉亚在第二年签署了该条约，并于1994年生效。五年后，9个国家中除阿塞拜疆、格鲁吉亚和乌兹别克斯坦以外，其他6个同意将该条约再延长5年，2002年，这6个国家同意建立集体安全条约组织，作为一个军事联盟。乌兹别克斯坦于2006年重新加入集体安全条约组织，但于2012年退出。
尼古拉·博德育扎被任命为集安组织的秘书长。2006年6月23日，乌兹别克斯坦成为集体安全条约组织的正式成员；乌兹别克斯坦议会于2008年3月28日批准了该组织的成员资格。集安组织于2012年暂停乌兹别克斯坦成员资格。集体安全条约组织是联合国大会的一个观察员组织。集体安全条约组织宪章重申所有成员国不使用或威胁使用武力的原则。成员国不加入其他军事联盟或其他国家集团，对一个成员国的侵略将被视为对所有成员国的侵略。为此，集体安全条约组织每年举行军事指挥演习，让集体安全条约组织有机会改善成员国间的合作。集体安全条约组织在亚美尼亚举办了一次名为“鲁贝兹2008”的军事演习，来自集体安全条约组织所有七个成员国的4,000名士兵进行了行动、战略和战术培训，重点是提高集体安全条约组织伙伴关系集体安全部分的效率。其中规模最大的一次演习是2011年在俄罗斯南部和中亚举行的，包括10,000多名士兵和70多架战斗机。在集体安全条约组织成员国领土内部署第三国军事基地，必须获得所有成员国的正式同意。
集体安全条约组织采用“轮值主席国”制度，集体安全条约组织的成员国每年轮流任职。

## 歷史
集体安全条约组织的前身为独联体集体安全条约。1992年5月15日，独联体国家首脑在乌兹别克斯坦首都塔什干会晤时签署了集体安全条约。在条约上签字的有俄罗斯、哈萨克斯坦、乌兹别克斯坦、塔吉克斯坦、亚美尼亚和吉尔吉斯斯坦。1993年格鲁吉亚、阿塞拜疆和白俄罗斯加入此条约。条约于1994年正式生效，有效期5年。条约的宗旨是建立独联体国家集体防御空间和提高联合防御能力，防止并调解独联体国家内部及独联体地区性武力争端。1999年，条约第一个5年期限刚满，阿塞拜疆、格鲁吉亚和乌兹别克斯坦三国宣布退出。
2002年5月14日，獨聯體集体安全条约理事会将“独联体集体安全条约”改为“集体安全条约组织”，有俄罗斯、白俄罗斯、亚美尼亚、哈萨克斯坦、塔吉克斯坦和吉尔吉斯斯坦6个成员国。
2005年6月23日，集体安全条约组织6个成员国元首在莫斯科举行年度峰会后通过一项声明，就一系列国际问题阐述了共同看法。声明说，该组织成员国准备在獨聯體、上海合作組織和欧亚经济共同体框架内开展全面合作，希望同歐盟发展关系，并重申愿意同北約进行沟通和协调。声明说，集体安全条约组织的战略目的是促进建立公正民主的国际秩序，保持歐亞大陸的繁荣和安全。 
2006年12月，乌兹别克斯坦最高会议参议院（上院）批准了有关乌重返集体安全条约组织的法律草案。
2009年2月4日，集体安全条约组织成员国首脑在莫斯科举行的特别峰会上一致同意组建集体快速反应部队。 
2009年7月31日至8月1日，集体安全条约组织成员国领导人齐聚吉尔吉斯斯坦旅游胜地伊塞克湖畔，出席该组织第二次非正式峰会。会议围绕内部合作和打击地区極端主義、恐怖主義等议题展开了“坦诚而富有建设性”的对话，以期加强各成员国间相互信任，实现该组织由单一“安全”职能向多功能方向拓展的转型。与会各国首脑决定在俄羅斯建立信息安全技术中心。
2012年6月28日，集体安全条约组织新闻秘书扎伊内特季诺夫对媒体表示收到了乌兹别克斯坦决定退出该组织的照会，俄方认为，乌兹别克斯坦决定退出集安组织是其作为该组织成员国的合法权利。
2022年1月5日，因应哈萨克斯坦国内局势，集体安全条约组织各成员国向该国派兵增援。
2024年2月23日起，亚美尼亚以「未能履行对亚美尼亚的安全义务」指责莫斯科没有干预亚美尼亚与邻国阿塞拜疆的冲突，宣布「冻结」俄罗斯在集体安全条约组织中的主导地位。5月8日，亚美尼亚外交部宣布不会拨款资助由俄罗斯领导的集体安全条约组织的活动。6月12日，亚美尼亚总理尼科尔·帕希尼扬指责莫斯科领导的集体安全条约组织未能履行其义务，并计划与阿塞拜疆一起对亚美尼亚发动战争，将在决定的时候退出集体安全条约组织。另一方面，帕希尼扬以白俄罗斯领导人亚历山大·卢卡申科曾表明他参与了阿塞拜疆对阿美尼亚为期44天战争的准备工作，宣布阿美尼亚所有官方代表在后者掌权期间都不会访问白俄罗斯。6月17日，伊朗与俄罗斯外交代表向帕希尼扬表明不希望亚美尼亚变成西方反俄罗斯或反伊朗的桥头堡，并要求后者在解决南高加索地区安全问题的同时，考虑俄罗斯和伊朗的地缘政治利益。6月19日，亚美尼亚宣布不会参与2天后举办的集体安全条约组织的会议。9月18日，帕希尼扬表示，集体安全条约组织对其国家的安全、存在和主权构成威胁，并指责集体安全条约组织非旦没有履行对亚美尼亚的防务义务，在过去两年也沒回应亚美尼亚的提问。

## 成員國
地图显示了集体安全条约组织成员国、观察员国和联系国。包括俄罗斯占领的乌克兰领土、俄罗斯占领的格鲁吉亚领土以及分离共和国德涅斯特河沿岸共和国。
集体安全条约组织成员国：
| 目前成員國                                             | 目前成員國 | 目前成員國 | 目前成員國    | 目前成員國                                         | 目前成員國       | 目前成員國                     |
| 国家                                                   | 签署       | 批准       | 宪章批准      | 備註                                               | 軍隊             | 最高統帥                       |
| ------------------------------------------------------ | ---------- | ---------- | ------------- | -------------------------------------------------- | ---------------- | ------------------------------ |
| 亞美尼亞                                               | 2002年     | 2002年     | 2002年5月14日 | 创始成员国                                         | 亞美尼亞軍事     | 亚美尼亚总统                   |
| 白俄羅斯                                               | 2002年     | 2002年     | 2002年5月14日 | 创始成员国                                         | 白俄羅斯軍事     | 白俄羅斯總統                   |
|                                                        | 2002年     | 2002年     | 2002年5月14日 | 创始成员国                                         | 哈薩克斯坦軍事   | 哈薩克斯坦總統                 |
|                                                        | 2002年     | 2002年     | 2002年5月14日 | 创始成员国                                         | 吉爾吉斯斯坦軍事 | 吉爾吉斯斯坦總統               |
| 俄羅斯                                                 | 2002年     | 2002年     | 2002年5月14日 | 创始成员国                                         | 俄羅斯軍事       | 俄羅斯聯邦總統                 |
|                                                        | 2002年     | 2002年     | 2002年5月14日 | 创始成员国                                         | 塔吉克斯坦軍事   | 塔吉克斯坦總統                 |
| 集体安全条约组织（CSTO）中的前獨聯體集体安全条约成員國 |            |            |               |                                                    |                  |                                |
| 国家                                                   | 签署       | 批准       | 宪章批准      | 宣布退出                                           | 退出生效         | 備註                           |
|                                                        | 1994年     | 1994年     | 1994年        | 1999年退出                                         | 已退出           | 創始國，已退出                 |
|                                                        | 1994年     | 1994年     | 1994年        | 1999年退出                                         | 已退出           | 創始國，計畫加入北約（NATO）   |
| 觀察員國                                               |            |            |               |                                                    |                  |                                |
| 国家                                                   | 签署       | 批准       | 宪章批准      | 備註                                               | 軍隊             | 最高統帥                       |
| 阿富汗伊斯兰共和国                                     | 未簽署     | 未批准     | 未批准        | 觀察員國。自2013起開始成為觀察員國。於2021年亡國。 | 阿富汗軍事       | 阿富汗总统                     |
| 塞爾維亞                                               | 未簽署     | 未批准     | 未批准        | 觀察員國。自2013起開始成為觀察員國。               | 塞爾維亞軍事     | 塞爾維亞總統                   |
| 原成員國                                               |            |            |               |                                                    |                  |                                |
| 国家                                                   | 签署       | 批准       | 宪章批准      | 宣布退出                                           | 退出生效         | 備註                           |
|                                                        | 1994年     | 2006年     | 2012年        | 2012年6月28日退出                                  | 已退出           | 創始國，现为上海合作组织成员国 |
| 未來可能成員（候選國）                                 |            |            |               |                                                    |                  |                                |
| 国家                                                   | 签署       | 批准       | 宪章批准      | 備註                                               | 軍隊             | 最高統帥                       |
| 伊朗                                                   | 未簽署     | 未批准     | 未批准        | 候選國                                             | 伊朗軍事         | 伊朗總統                       |
| 沙烏地阿拉伯                                           | 未簽署     | 未批准     | 未批准        | 候選國                                             | 沙特阿拉伯軍事   | 沙特阿拉伯國王                 |

## 大事記
- 2005年期间，集体安全条约组织的合作伙伴进行了一些共同军事演习。
- 2007年6月，吉尔吉斯斯坦担任集体安全条约组织轮值主席国。
- 2007年10月，集体安全条约组织在塔吉克斯坦首都杜尚别与上海合作组织签署了一项协议，以扩大在安全、犯罪和贩毒等问题上的合作。[15]
- 2007年10月6日，集体安全条约组织成员同意大幅度扩大该组织，以建立一支集体安全条约组织维和平部队，该部队可在联合国授权下部署，也可在其成员国内部部署。这一扩大还将允许所有成员以与俄罗斯相同的价格购买俄罗斯武器。[16]
- 2008年8月29日，俄罗斯宣布将寻求集体安全条约组织承认阿布哈兹和南奥塞梯的独立。三天前，即8月26日，俄罗斯承认格鲁吉亚分离地区阿布哈兹和南奥塞梯的独立。[17]
- 2008年9月5日，亚美尼亚在俄罗斯莫斯科举行的集体安全条约组织会议上担任集体安全条约组织轮值主席国。[18]
- 2010年12月10日，成员国除签署一揽子联合文件外，还批准了设立集体安全条约组织维持和平部队的宣言和集体安全条约组织成员国的宣言。[19]
- 自2011年12月21日以来，条约缔约国可以否决在集体安全条约组织成员国建立新的外国军事基地。此外，哈萨克斯坦接替白俄罗斯担任集体安全条约组织轮值主席国。
- 2014年8月，亚美尼亚、白俄罗斯、哈萨克斯坦、吉尔吉斯斯坦、俄罗斯和塔吉克斯坦3,000名士兵参加了在集体安全条约组织在哈萨克斯坦举行的心理战和网络战演习。[20]
- 2015年3月19日，集体安全条约组织秘书长尼古拉·博德育扎提议派遣一个维和特派团前往乌克兰顿巴斯地区。“集体安全条约组织有维持和平的能力。我们的维和人员不断接受相应的培训。如果联合国作出这样的决定，我们随时准备提供维和部队。”[21]

### 集體快速反應部隊
2009年2月4日，集安组织7名成员国中5名达成了建立集体快速反应部队（俄语：Коллекти́вные си́лы операти́вного реаги́рования（КСОР））的协议，计划于6月14日最后确定。该部队旨在击退军事侵略，开展反恐行动，打击跨国犯罪和贩毒，消除自然灾害的影响。白俄罗斯和乌兹别克斯坦最初没有签署该协定；白俄罗斯由于与俄罗斯的贸易争端，以及乌兹别克斯坦因普遍关切而不签署该协定。白俄罗斯于次年10月签署了该协定，而乌兹别克斯坦尚未签署该协定。然而，俄罗斯代表说，乌兹别克斯坦不会参加快速反应部队，而是将“委派”其分遣队临时参加行动。
2009年8月3日，乌兹别克斯坦外交部批评俄罗斯在吉尔吉斯斯坦南部建立集体安全条约组织快速反应部队军事基地的计划，指出“在3个中亚国家边界直接汇合的复杂和不可预测的领土上实施此类计划，可能会推动加强军事化进程，并引发各种民族主义对抗。此外，它还可能导致激进极端主义势力的出现，这可能导致这一广大地区的严重不稳定。”

### 吉爾吉斯衝突
2010年4月，由于吉尔吉斯斯坦发生骚乱，吉尔吉斯斯坦总统库尔曼别克·巴基耶夫被罢免，之后他在白俄罗斯获得庇护。白俄罗斯总统亚历山大·卢卡申科对集体安全条约组织（CSTO）的未来表示怀疑，称其未能阻止巴基耶夫被推翻。他说：“如果我们的一个成员国发生流血事件，发生了一场违反宪法的政变，而这个机构却保持沉默，这是什么样的组织？” 卢卡申科此前曾指责俄罗斯在卢卡申科拒绝承认阿布哈兹和南奥塞梯独立后以经济制裁惩罚白俄罗斯，称“经济是我们共同安全的基础。但是，如果白俄罗斯最亲密的集体安全条约组织盟友试图破坏这一基础，并事实上使白俄罗斯人屈服，我们怎能谈论在集体安全条约组织的空间内巩固集体安全？” 在2009年拒绝参加集体安全条约组织峰会后，卢卡申科说：“为什么我们人民要在哈萨克斯坦打仗？母亲们会问我，为什么要我把儿子送到离白俄罗斯这么远的地方。为了什么？为了一个统一的能源市场？这不是生活所必须的。不！”
俄罗斯总统德米特里·梅德韦杰夫访问乌克兰，以延长俄罗斯对克里米亚塞瓦斯托波尔港的租约，以换取打折的天然气供应。在访问期间，俄罗斯总统梅德韦杰夫被问及，白俄罗斯是否可以期待达成类似协议，并回答说：“真正的伙伴关系是一回事，而认真工作、半途而废、互帮互助是一回事，对失业人员给予永久居留的决定则是另一回事。”白俄罗斯总统卢卡申科援引2005年吉尔吉斯坦总统阿斯卡尔·阿卡耶夫在郁金香革命中被赶下台后，俄罗斯前总统弗拉基米尔·普京邀请其访问俄罗斯一事，为自己进行了辩护。随后一个月，梅德韦杰夫总统下令俄罗斯天然气垄断企业俄罗斯天然气工业股份公司削减对白俄罗斯的天然气供应。随后，由俄罗斯天然气工业股份公司运营的俄罗斯电视频道NTV播放了一部纪录片，将卢卡申科比作巴基耶夫。
2010年6月，吉尔吉斯族和乌兹别克族在吉尔吉斯斯坦南部爆发种族冲突，导致吉尔吉斯斯坦临时总统萝扎·奥通巴耶娃请求俄罗斯军队协助平息骚乱。巴基耶夫否认他的支持者是种族冲突的幕后主使，并呼吁集体安全条约组织进行干预。前总统阿卡耶夫还呼吁集体安全条约组织派遣部队，他说：“我们现在的首要任务应该是扑灭这场敌意之火。我们很可能需要集体安全条约组织的维和人员来做到这一点。” 俄罗斯总统梅德韦杰夫说，“只有在外国入侵和外部势力企图夺取政权的情况下，集体安全条约组织才能对其采取行动”，“吉尔吉斯斯坦的所有问题都有内部根源”，而集体安全条约组织秘书长尼古拉·博德育扎则称暴力“纯属国内事务”。但后来博德育扎承认，集体安全条约组织的反应可能不够，并声称“外国雇佣军”挑起了吉尔吉斯对乌兹别克少数民族的暴力行为。
2010年7月21日，吉尔吉斯临时总统奥通巴耶娃呼吁在吉尔吉斯斯坦南部设立集体安全条约组织警察部队，他说：“我认为在吉尔吉斯斯坦建立集体安全条约组织警察部队很重要，因为我们无法单独保障人民的安全，但他补充道：“我并不是在寻求集体安全条约组织的支持，我不想让他们留在这里，但如果不这样，那里的流血冲突就会继续下去。”仅仅几周后，奥通巴耶娃领导的吉尔吉斯临时政府抱怨说，他们向集体安全条约组织寻求帮助的呼吁被忽视了。
集体安全条约组织未能在亚美尼亚埃里温举行的会议上同意向吉尔吉斯斯坦提供军事援助，奥通巴耶娃和卢卡申科出席了会议。

## 歷次峰會
|    | 日期           | 地點                             |
| -- | -------------- | -------------------------------- |
| 1  | 1992年5月15日  | 塔什干                           |
| 2  | 1992年7月6日   | 俄羅斯莫斯科                     |
| 3  | 1993年12月24日 | 阿什哈巴德                       |
| 4  | 1994年2月10日  | 阿拉木圖                         |
| 5  | 1995年5月25日  | 白俄羅斯明斯克                   |
| 6  | 1995年11月3日  | 俄羅斯莫斯科                     |
| 7  | 1996年5月17日  | 俄羅斯莫斯科                     |
| 8  | 1997年3月28日  | 俄羅斯莫斯科                     |
| 9  | 1998年3月5日   | 俄羅斯莫斯科                     |
| 10 | 1999年4月2日   | 俄羅斯莫斯科                     |
| 11 | 2000年6月29日  | 俄羅斯莫斯科                     |
| 12 | 2001年5月25日  | 亞美尼亞埃里溫                   |
| 13 | 2002年5月12日  | 俄羅斯莫斯科                     |
| 14 | 2003年4月28日  | 杜尚別                           |
| 15 | 2004年6月18日  | 努爾蘇丹                         |
| 16 | 2005年6月23日  | 俄羅斯莫斯科                     |
| 17 | 2006年6月23日  | 白俄羅斯明斯克                   |
| 18 | 2007年10月6日  | 杜尚別                           |
| 19 | 2008年9月5日   | 俄羅斯莫斯科                     |
| 20 | 2009年2月4日   | 俄羅斯莫斯科（特別峰會）         |
| 21 | 2009年6月15日  | 俄羅斯莫斯科                     |
| 22 | 2010年12月10日 | 俄羅斯莫斯科                     |
| 23 | 2011年8月12日  | 努爾蘇丹                         |
| 24 | 2012年5月15日  | 俄羅斯莫斯科                     |
| 25 | 2013年9月23日  | 俄羅斯索契                       |
| 26 | 2014年5月8日   | 俄羅斯莫斯科                     |
| 27 | 2014年12月23日 | 俄羅斯莫斯科                     |
| 28 | 2015年9月15日  | 杜尚別                           |
| 29 | 2016年10月14日 | 亞美尼亞埃里溫                   |
| 30 | 2017年11月30日 | 白俄羅斯明斯克                   |
| 31 | 2018年5月23日  | 努爾蘇丹                         |
| 32 | 2019年11月28日 | 比什凱克                         |
| 33 | 2020年12月2日  | 視像會議                         |
| 34 | 2021年9月16日  | 視像會議                         |
| 35 | 2022年1月10日  | 視像會議                         |
| 36 | 2022年5月16日  | 俄羅斯莫斯科                     |
| 37 | 2022年11月23日 | 亞美尼亞埃里溫                   |
| 38 | 2022年12月15日 | 俄羅斯聖彼得堡                   |
| 39 | 2023年11月23日 | 白俄羅斯明斯克（亞美尼亞未出席） |

## 備註
1. 1 2  亞美尼亞已實際上於2024年2月凍結了自己的成員國身分，並已作進一步行動以正式退出組織
2. ↑  國際上簡稱為CSTO（英語：Collective Security Treaty Organization）

## 外部連結
- （页面存档备份，存于）